# 20760 Chanmatchun
20760 Chanmatchun (2000 DR8) là một tiểu hành tinh vành đai chính được phát hiện ngày 27 tháng 2 năm 2000 bởi W. K. Y. Yeung ở Rock Finder Observatory.